# Emma Dabiri
Emma Dabiri (Dublín, 25 de marzo de 1979) es una autora, académica y locutora irlandesa. Su libro debut, Don't Touch My Hair, se publicó en 2019, y fue traducido a español en 2022 con el título No me toques el pelo.

## Trayectoria
Dabiri nació en Dublín de madre irlandesa y padre nigeriano yoruba. Después de pasar sus primeros años en Atlanta, Georgia, su familia regresó a Dublín cuando ella tenía cinco años. Dabiri sostiene que su experiencia de crecer aislada y como blanco del frecuente racismo influyó en su perspectiva. Después de la escuela, se mudó a Londres para cursar Estudios Africanos en la Escuela de Estudios Orientales y Africanos. Su carrera académica la llevó a trabajar en radiodifusión, por ejemplo en la copresentación de Britain's Lost Masterpieces del canal BBC Four, documentales para Channel 4 como Is Love Racist? o en un programa de radio sobre afrofuturismo, entre otros.
Dabiri colabora además con frecuencia en destacados medios de comunicación como The Guardian, The Irish Times, Dublin Inquirer, Vice y otros. También ha publicado en revistas académicas. La franqueza de Dabiri sobre cuestiones de raza y racismo la ha llevado a tener que lidiar con el "trollismo" extremo y el abuso racista en Internet. Sobre este tema sostiene que "son solo palabras" y el racismo con el que creció la fortaleció para lidiar con eso. Es autora de dos libros: Don't Touch My Hair (2019) y What White People Can Do Next: From Allyship to Coalition (2021).
Dabiri sostiene una crítica marxista occidental al sistema capitalista, y en What White People Can Do Next, dedica un capítulo a "Interrogar al capitalismo", basándose en las ideas de Herbert Marcuse, Angela Davis y Frantz Fanon. El marxismo occidental pone mayor énfasis en el estudio de las tendencias culturales de la sociedad capitalista. Dabiri resume: "de hecho, en muchos sentidos la raza y el capitalismo son hermanos", mientras que "el capitalismo exista, el racismo continuará".
Dabiri vive en Londres, donde está completando su doctorado en Sociología Visual en Goldsmiths, a la vez que imparte clases en la SOAS y continúa con su trabajo de difusión. Está casada y tiene dos hijos.
Dabiri ha aparecido en los programas de televisión Have I Got News For You y Portrait Artist of the Year.

### Don't Touch My Hair(2019)
En su libro de 2019 Don't Touch My Hair, Dabiri combina memorias con comentarios sociales y filosofía. Dabiri va más allá de su experiencia personal para examinar el cabello africano en contextos más amplios, en este libro viaja a través del espacio geográfico y del tiempo para abarcar desde el África precolonial hasta la sociedad occidental moderna. En todo momento escribe que el cabello africano representa un lenguaje visual complejo. La reseña de Charlie Brinkhurst-Cuff en The Guardian resumió Don't Touch My Hair diciendo: "El primer título de este tipo, con ideas frescas y un vívido sentido de propósito, el libro de Dabiri es innovador". El libro se tradujo al español en 2022 por la editorial Capitán Swing bajo el título: No me toques el pelo. Origen e historia del cabello afro.

### What White People Can Do Next: From Allyship to Coalition(2021)
Como lo describe la revista TIME, What White People Can Do Next: From Allyship to Coalition es el manifiesto de Dabiri para un cambio radical en un mundo afectado por la pandemia y el aumento de la atención en el movimiento Black Lives Matter el verano pasado. Con ensayos titulados 'Stop the Denial', 'Interrogue Capitalism' y 'Denounce the White Saviour', Dabiri combina el contexto histórico con comentarios y análisis contemporáneos en un estilo directo y accesible, haciendo referencia a pensadores como Fred Moten, Angela Davis, Audre Lorde y bell hooks." 

## Obra
- 2019 - Don't Touch My Hair, Londres: Allen Lane. ISBN 9780241308349
- 2021 - What White People Can Do Next: From Allyship to Coalition. Penguin. ISBN 9780141996738